# 朗乡站
朗乡站，位于中华人民共和国黑龙江省伊春市大箐山县朗乡镇，是绥佳铁路上的火车站，建于1941年，由哈尔滨铁路局管辖。

## 車站周邊
- 黑龙江省朗乡林业地区公安局
- 中国农业银行朗乡分理处
- 中国联通朗乡营业厅

## 歷史
- 建于1941年。

## 外部連結
- 中国铁路客户服务中心 （页面存档备份，存于）